# Claude Champagne (auteur)
Pour les articles homonymes, voir Claude Champagne et Champagne.
Claude Champagne (né en 1966, à Montréal) est un écrivain et éditeur québécois. Il est diplômé de l'École nationale de théâtre du Canada (1992), section Écriture dramatique. Il détient aussi une maîtrise en études littéraires de l'Uqam (1999), volet création, mémoire portant sur l'écriture de l'oralité.
Il a pratiqué l'écriture théâtrale  et radiophonique durant de nombreuses années, avant de se tourner vers la littérature jeunesse, puis le roman grand public.
En 1996, il a cofondé la maison d'édition Dramaturges Éditeurs, avec Yvan Bienvenue. Elle était alors, et est encore, la seule maison spécialisée en dramaturgie au Québec.